# Основной органический синтез
Основно́й органи́ческий си́нтез (тяжёлый органический синтез) — многотоннажное малостадийное промышленное производство органических соединений на основе углеродсодержащего сырья из природных ископаемых и возобновляемых источников. К ископаемым источникам относятся нефть, природный газ, уголь, сланцы, природные битумы и попутные газы нефтедобычи, к возобновляемым —  углеводы растительного происхождения (целлюлоза, крахмал, сахара и др.) и масла растительного и животного происхождения.  В отличие от тонкого органического синтеза, производство продукции основного органического синтеза, как правило, представляет собой непрерывный процесс, реализованный на крупных производственных комплексах с агрегатами большой единичной мощности (до 1000 тыс. тонн в год).

## Классификация
По виду используемого исходного природного сырья и технологии его переработки основной органический синтез включает в себя:
- Нефтехимическое производство — продукты из нефти и газа;
- Коксохимическое производство — продукты из угля.

Основными продуктами первичной переработки углеводородного сырья и служащими основой для дальнейшего органического синтеза являются:
- Предельные углеводороды;
  - метан;
  - парафины.
- Непредельные углеводороды;
  - этилен;
  - олефины;
  - ацетилен.
- Ароматические углеводороды;
- Синтез-газ.

По назначению продукция основного органического синтеза делится на две большие группы:
- Полупродукты или промежуточные продукты — продукты, имеющие крайне ограниченное или не имеющие конечного назначения в промышленности и служащие для дальнейшего синтеза других веществ (например: 1,2-дихлорэтан, 99 % которого идёт на дальнейший выпуск винилхлорида);
- Конечные продукты или продукты целевого назначения.

Конечные продукты основного органического синтеза делятся на следующие товарные группы:
- Мономеры и основные компоненты полимерных материалов;
- Пластификаторы и вспомогательные компоненты полимерных материалов;
- Синтетические поверхностно-активные и моющие вещества;
- Синтетические виды топлива, смазочные масла и присадки;
- Растворители;
- Химические средства защиты растений.